# Martinho Álvares da Silva Campos
Martinho Álvares da Silva Campos (Pitangui, 22 de novembro de 1816 — Caxambu, 29 de março de 1887) foi um médico, senador e conselheiro do Império.

## Vida
Filho de Martinho Álvares da Silva e Isabel Jacinta de Oliveira Campos, neto materno da grande matriarca mineira D. Joaquina Bernarda da Silva de Abreu Castelo Branco, a D. Joaquina de Pompéu.
Formou-se em medicina em 20 de dezembro de 1838, pela Escola de Medicina do Rio de Janeiro. Casou-se três vezes, sendo sua última esposa Felisberta Balbina Ribeiro de Avelar, com quem teve seu único filho, Martinho Álvares da Silva Campos Júnior. Felisberta era neta do tenente Antônio Ribeiro de Avelar, abastado comerciante e proprietário de terras, fundador da Fazenda Pau Grande. Ela era também sobrinha do 1.º barão de Capivari, prima-irmã do visconde de Ubá, e irmã da baronesa de Pati do Alferes, do barão de Guaribu, do visconde da Paraíba e do 1.º barão de São Luís.
Legislador atuante na Câmara dos Deputados, foi deputado geral, de 1857 a 1881, pelos distritos de Vassouras, pela capital do Império e pela província de Minas Gerais.
Foi presidente da província do Rio de Janeiro, de 15 de março de 1881 a 16 de março de 1882. Entre 21 de janeiro e 3 de julho de 1882 ocupou o cargo de presidente do Conselho de Ministros, sendo ao mesmo tempo ministro da Fazenda (ver Gabinete Martinho Campos). De 1882 a 1887 esteve no senado, sendo em 1886 Conselheiro de Estado.